# Kirche Jegenstorf

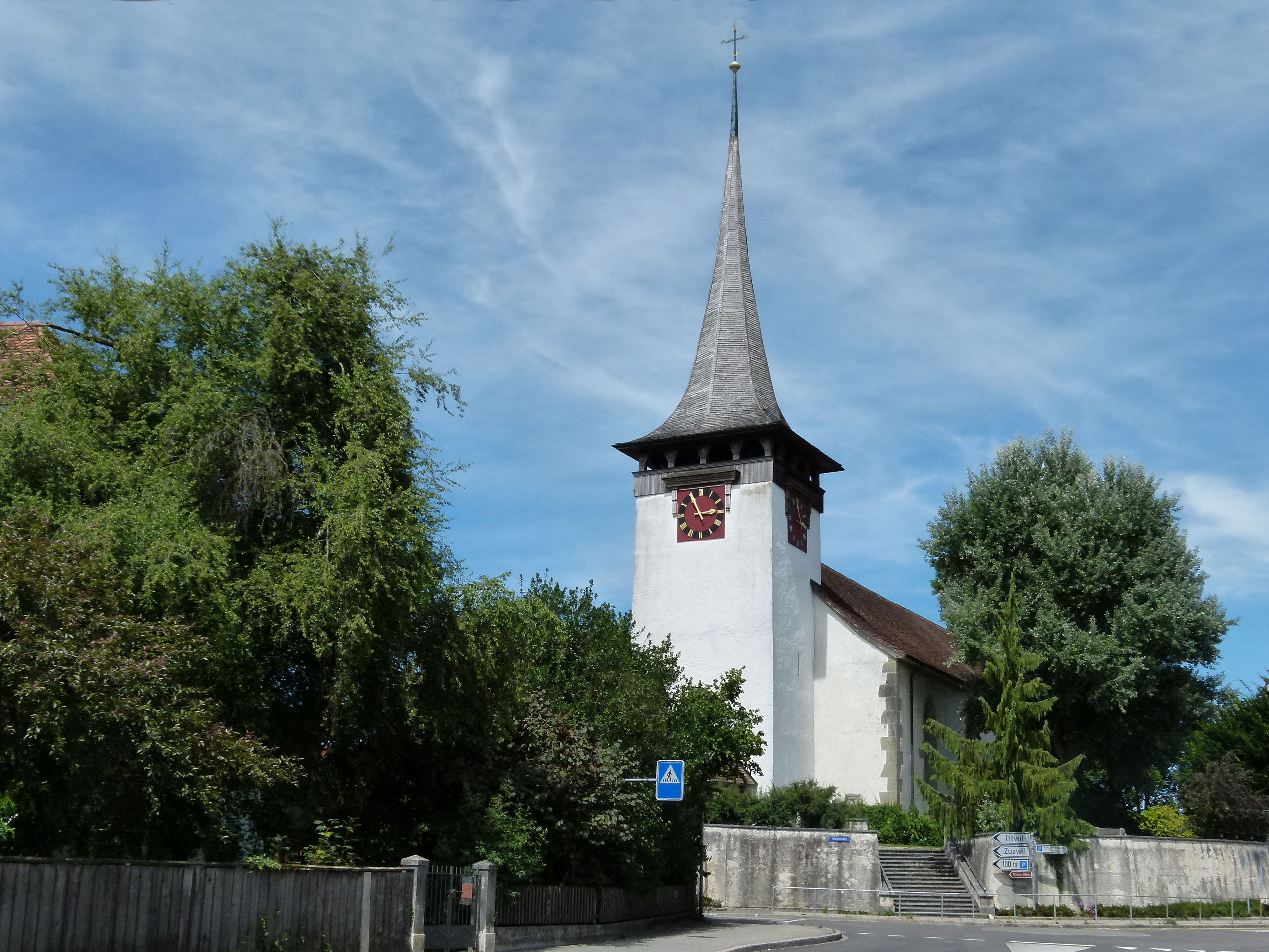
Kirche Jegenstorf von Südwesten

Die Kirche Jegenstorf  ist die reformierte Dorfkirche von Jegenstorf und gehört mit dem Kirchenkreis Urtenen-Schönbühl und dem Kirchenkreis Jegenstorf zur Reformierten Kirchgemeinde Jegenstorf-Urtenen der die Orte Iffwil, Münchringen, Urtenen-Schönbühl, Mattstetten und Ballmoos umfasst. Sie steht auch der römisch-katholischen Gemeinde seit 1969 regelmässig in oekumenischer Freundschaft zur Verfügung.

## Beschreibung
An der Strassenkreuzung Bernstrasse und Iffwilstrasse steht umfasst von einer Mauer auf einem künstlichen Hügel die Dorfkirche von Jegenstorf. Der Eingang befindet sich unter dem westlich an das Kirchenhaus angebauten Turm, der einen mit Holzschindel gedecktem Spitzhelm besitzt. Ein Vordach überdeckt das sandsteingefasste Rundbogenportal mit der Renaissance-Eichentüre. Der First des Walmdachs zieht sich auf gleicher Höhe vom Turm über das Langhaus und den Chor. Der Oktogonalchor besitzt vier hohe, gotische Masswerkfenster und das Kirchenschiff weitere sechs. Nördlich ist am Chor die ehemalige Sakristei angebaut. An der Südfassade zeigt eine aufgemalte Sonnenuhr seit Jahrhunderten die Zeit an. Um die Kirche haben sich noch einige Grabmäler erhalten und beim Eingang ist eine alte, nicht mehr brauchbare Glocke aufgestellt.
Im Inneren öffnet sich vor der Empore ein heller Saal und hinter dem Chorbogen ein eingezogener Polygonalchor mit einem alten Chorgestühl. Neben der Sakristeipforte steht der alte vierplätzige Priesterstuhl, unter dem mittleren Fenster, mit reichem Renaissanceschnitzwerk, der dreifache Gerichtsstuhl und am rechten Chorbogen einer für den Schulmeister. Gegenüber der Kanzel mit dem Spruch in lateinischer Sprache, ist das ebenfalls mit Schablonenmalerei geschmückte Abteil der Herrenfamilie als Ersatz für den Johannesaltar aufgestellt, gestiftet 1655 von Carl von Bonstetten. Das gleich gestaltete Gestühl zieht sich rings um das ganze Langschiff weiter und trägt zur Linken die Namen aller Jegenstorfer Pfarrherren von 1527 bis zur Gegenwart. Der spätgotische Taufstein mit dem Sandstein-Masswerk wurde anlässlich des 500-jährigen Jubiläums der Kirche mit einer wassergefüllten Edelstahlschale ausgestattet, in die im Dreiminutentakt ein Tropfen aus einem Gefäss an der Decke fällt. Ein Werk des Berner Künstlers Franticek Klossner. Die Holzdecke des Langhauses hat sechs mit geschnitzten Bändern unterteilte Felder, deren Kreuzpunkte die vier Evangelistensymbole Engel, Löwe, Stier und Adler bilden.

## Geschichte der Kirche

### Der gallo-römische Gutshof
1859/60 wurden an der nordöstlichen Friedhofsmauer römische Gebäudereste entdeckt und 1947 westlich der Kirche unter dem Turnplatz Mauerreste eines kleinen römischen Gebäudes. Unter der Strasse südlich der Kirche fand man 1955/56 Überbleibsel eines einfachen römischen Ofens. Bei der Sanierung des Kirchenbodens 1971 stiess man unter der Empore im Mittelgang auf einen gemauerten Brunnenschacht der sich als eine Zisterne aus römischer Zeit erwies. Der Brunnen wurde mit einer Glasplatte überdeckt und beleuchtet, er kann unter dem Teppichläufer besichtigt werden. Später kamen neue Funde aus der Umgebung der Kirche hinzu die auf das Bestehen eines römischen Herrenhofs im 3. und 4. Jahrhundert am Platz der Kirche hinweisen.

### Die erste Kirche

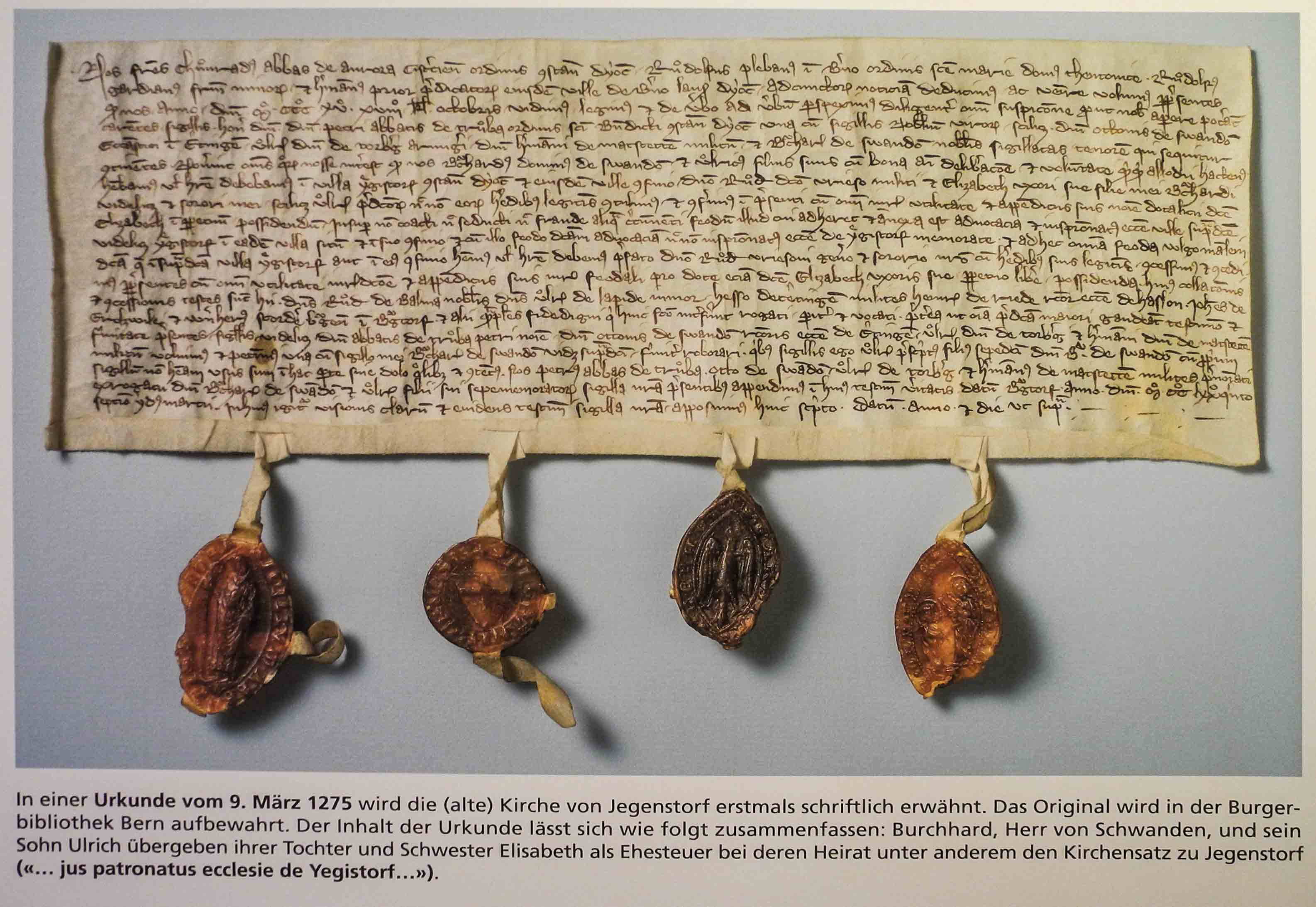
Erste Erwähnung der Kirche in einer Schenkungsurkunde vom 9. März 1275

Über die Vorgängerkirche ist als ein Hinweis eine Urkunde von 1275 überliefert, die in der Burgerbibliothek Bern aufbewahrt wird. Darin wird belegt, dass Burchhard, Herr von Schwanden und sein Sohn Ulrich ihrer Tochter und Schwester Elisabeth als Morgengabe bei deren Heirat unter anderem der Kirchensatz zu Jegenstorf übergeben wird.

### Die neue Kirche
Mit dem Erstarken der Eidgenossenschaft, nach den erfolgreichen Kriegen gegen Burgund und Habsburg, ging auch der Bau neuer Kirchen als Zeichen des Selbstbewusstseins einher. Weil die Kirchgemeinde von Jegenstorf stark angewachsen war und durch Zuwendungen an das Kirchlein genügend Mittel hatte, beschloss man 1513 den Bau einer neuen Kirche. Am 27. Februar 1514 wurde der Grundstein für die heutige Kirche durch den Leutpriester der Kirchgemeinde, Johannes Kramer von Bern im Beisein weitere wichtiger Persönlichkeiten gelegt. Der Vertrag von 1513 verpflichtete den Meister Benedikt Frantz mit seinen Gesellen die alte Kirche abzutragen und dort eine neue zu bauen. Die Kirchgenossen hatten die Fundamente auszugraben und die auf Kosten des Werkmeisters gehauenen Steine aus Ostermundigen sowie das Bauholz heranzuführen. Nach Weisung des Bischofs wurde die Kirche innen und aussen geweisselt und vermutlich nicht mit Malereien ausgestattet. Die Einweihung der Marienkirche dürfte 1515 gewesen sein.

## Ursprüngliche Ausstattung
Auf einem Balken am Chorbogen stand eine Kreuzigungsgruppe und darunter ein der Gottesmutter Maria geweihter Hochaltar sowie der dem Namenspatron des Schlossherrn, dem Heiligen Johannes geweihte, rechte Seitenaltar. Diese Teile mussten dann wenige Jahre später, bei der Reformation 1528, einer neuen Ausstattung weichen. Geblieben sind einzig die Priesterstühle, die nun dem Chorgericht und anderen Amtspersonen dienten. Der Schlossherr liess für sich und seine Familie gegenüber der Kanzel ein eigenes Gestühl einrichten um sein altes Recht an diese Stelle zu behaupten. Vom Bildersturm verschont blieben ausserdem die wertvollen Glasgemälde in den Kirchenfenstern, wohl aus Respekt vor den einflussreichen Spendern.

## Die Glasmalereien

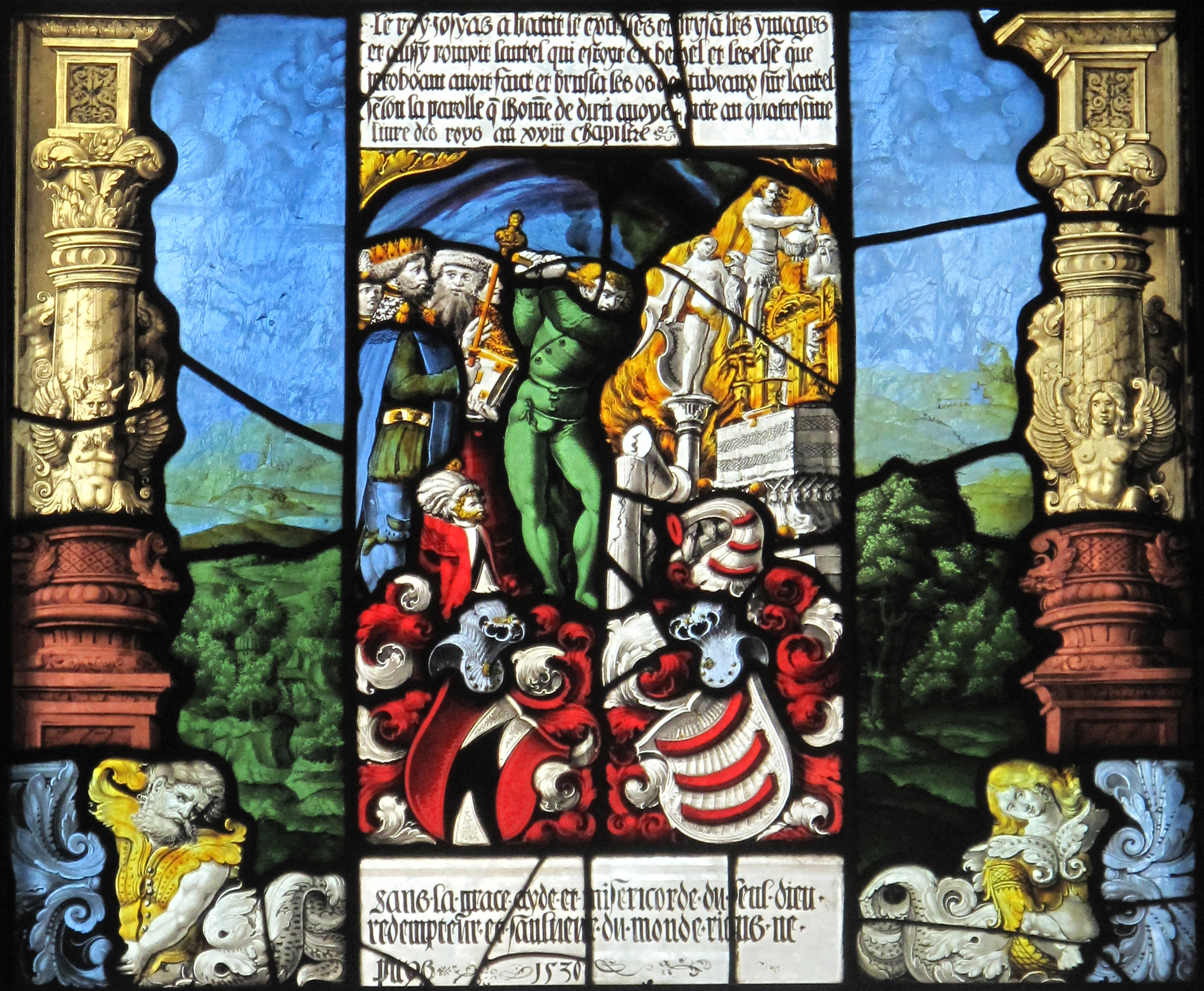
König Josias zerstört die Götzenbilder, Scheibe 1530

Eine wichtige Sehenswürdigkeit der Kirche stellen die prächtigen Kirchenfenster dar. Sie gehören zu den schönsten und ältesten des Kantons Bern. Zum grössten Teil wurden sie vermutlich zur Einweihung der Kirche 1515 gestiftet. Das mittlere Chorfenster hat zuoberst die vom Rat von Bern gestifteten Wappenscheiben mit der Mutter Gottes als Himmelskönigin auf der Mondsichel; daneben links der heilige Vinzenz als Berner Stadtpatron mit Brevier und Palmzweig als Attributen; rechts dann vermutlich der heilige Achatius.
Darunter das Reichswappen flankiert von zwei Berner Wappen mit Engeln als Träger. In der dritten Reihe Wappen derer von Wattenwyl und von Bonstetten. Das nördliche Chorfenster trägt die Scheibenspenden der Stände Freiburg und Solothurn und deren Stadtheiligen St. Niklaus und St. Urs sowie die der Familie von Erlach. Im südlichen Chorfenster sind die Scheiben der Basler Stiftung mit Mariä Verkündigung und der Madonna im Strahlenkranz, darunter Kaiser Heinrich als Stifter des Basler Doms und der Venner Basels, unten ein Basiliskenpaar mit den Schildern Basels. Das vierte Chorfenster trägt weitere sechs Wappen der Familie von Erlach. Das des Hans Rudolf von Erlach rechts unten zeigt „die Zerstörung der Götzenbilder durch König Josuas“, vermutlich nach einem Entwurf von Niklaus Manuel, vergleichend als Rechtfertigung des reformatorischen Bildersturms herangezogen. Im vordersten Fenster der Südwand sind über den Stifterwappen des Hans von Erlach und der Magdalena von Mülinen Gemälde des Johannes des Täufers und Jakobus dem Älteren als Pilger dargestellt. Die Originale befinden sich im Historischen Museum Bern. In weiteren Fenstern Stiftungen der Städte Thun, Unterseen und Büren und weitere Familienwappen. Bemerkenswert ist noch das der letzten Äbtissin des Zisterzienserinnenstifts Fraubrunnen, Margaretha von Ballmoos. Die Stiftungen der umliegenden Stände und Städte sind aussergewöhnlich und wahrscheinlich geschehen um beim Schlossherren, dem einflussreichen Johann von Erlach gutes Einvernehmen zu schaffen. Deshalb ist auch begreiflich, dass die frommen Bilder beim Bildersturm verschont wurden.

## Die Glocken

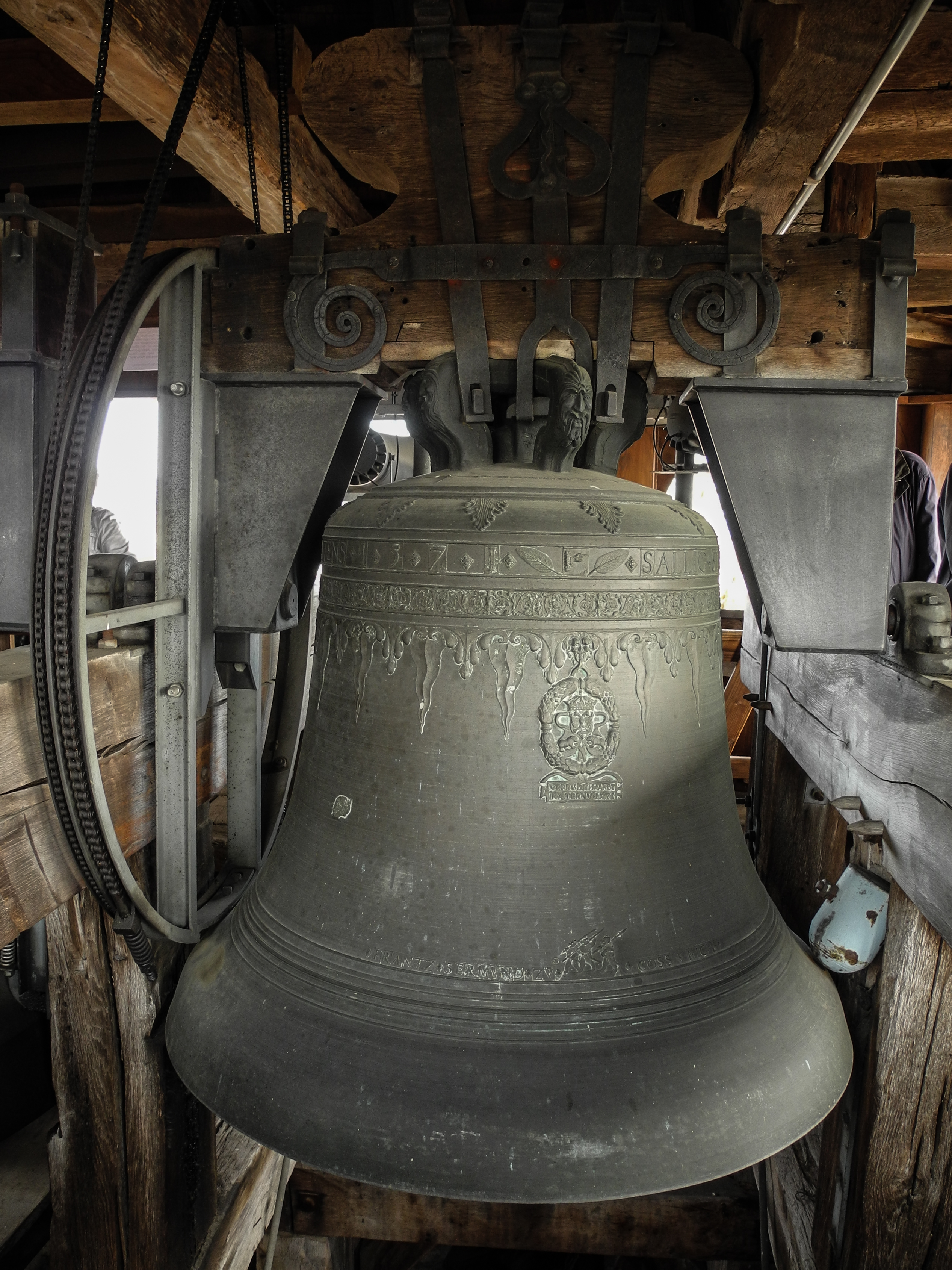
Die älteste Glocke von 1571

In Glockengaden des 40 Meter hohen Turms hängen vier Glocken. Sie dienen dem Gebetsruf und auch dem Stundenschlag der Turmuhr. Die kleinste des vorherigen Geläuts wurde 1969 ersetzt und steht nun neben der Eingangspforte. Sie wurde 1660 von Hans Jakob von Bonstetten und Niklaus Rufer gestiftet und 1829 durch Emanuel Meley in Bern umgegossen. Ihre Inschrift lautet: „Höre den Herrn, denn wer mein Wort höret und glaubet, der hat das ewige Leben“.
Die grösste Glocke (des) mit 1830 kg und 153 cm Durchmesser wurde 1969 von Marie Rufer-Rufer aus Urtenen gestiftet und von H. Rüetschi in Aarau gegossen. Ihr Spruch: „Land, Land, höre des Herrn Wort“ Jeremia 22,29.
Auf der zweiten Glocke (f) mit 1000 kg und dem Durchmesser von 120 cm steht das Jahr 1571 und „Frantz Sermund zoa Bärn goss mich“ dazu „Sallig sind die das Wort Gottes hörend und behaltens“.
Ebenfalls von 1969 stammt die dritte Glocke (as) mit 613 kg und 102 cm Durchmesser und trägt den Bibeltext: „Jesus Christus, gestern und heute und derselbe auch in Ewigkeit“ Hebräer 13,8.
Die kleinste Glocke (b) wurde 1659 von Hans Rudolf Genfer und Carolus von Bonstetten gestiftet und wiegt 420 kg und misst 90 cm. Auf ihr steht: „Us dem Feyr bin ich geflossen, Abraham Zehnder zu Bern hat mich gegossen“ dazu der Vers: „Dein Heil zu furdern, gehorch nur mir Matth. XII zur Hochzeit des Königs ruf ich dir“.
Das Läutwerk wird seit 1969 elektrisch betrieben und seit 1999 durch einen Läutautomaten.
Wegen der grösseren Belastung durch die vier Glocken, wurde der Turm 1969 verstärkt und der Glockenstuhl umgebaut und von den Mauern getrennt.
Die Turmuhr hat 1905 die Firma J.G.Baer in Sumiswald gebaut und sie ist noch heute in Betrieb. Ihre drei Zifferblätter sind weithin sichtbar.

## Die Orgel
Der Schulmeister, dessen Stuhl am Choreingang steht, begleitete ursprünglich als Vorsänger den Gemeindegesang. Eine erste Orgel wurde erst Ende des 18. Jahrhunderts auf der Empore gebaut. Das mehrmals revidierte und erweiterte Instrument wurde 1948 durch eine Goll-Orgel ersetzt und bereits 1972 durch die Orgelbauer Ziegler-Heberlein aus Uetikon ZH mit 28 Registern erweitert. 1994 fand eine erneute vollständige Renovierung und Neuintonierung durch Thomas Wälti, Gümligen statt. Die Orgel besitzt nun 28 Register mit total 1826 Pfeifen.